# Adin Hill
Adin Hill (ur. 11 maja 1996 w Comox, Kolumbia Brytyjska, Kanada) – hokeista kanadyjski, gracz ligi NHL.

## Kariera klubowa
- Portland Winterhawks (30.08.2012 - 6.04.2016)
- Arizona Coyotes (6.04.2016 - 
  -  Tucson Roadrunners (2016 - 2018)

## Sukcesy
Reprezentacyjne
- Złoty medal mistrzostw świata: 2021